# گری هالند
گری هالند (انگلیسی: Gary Holland؛ زادهٔ ۱۴ سپتامبر ۱۹۵۸) موسیقی‌دان اهل ایالات متحده آمریکا است.